# کوویگ
کوویگ (به لاتین: Kuvig) یک منطقهٔ مسکونی در روسیه است که در داغستان واقع شده‌است.